# Tour Michelet
La Tour Michelet, anche chiamata Tour Total, è un grattacielo situato nel quartiere finanziario della Défense, a Puteaux, comune alla periferia di Parigi. 
In particolare ospita la società Total.
L'edificio ha 34 piani e una superficie di circa 75.750 mq. L'edificio è stato progettato dagli architetti Jean Willerval, Henri La Fonta e Branco Vulic.